# Teriomima subpunctata
Teriomima subpunctata är en fjärilsart som beskrevs av Kirby 1887. Teriomima subpunctata ingår i släktet Teriomima och familjen juvelvingar. Inga underarter finns listade i Catalogue of Life.